# 제로섬 사고
제로섬 사고(zero-sum thinking)는 상황을 한 사람의 이익이 다른 사람의 손실이 되는 제로섬 게임으로 인식한다. 이 용어는 게임 이론에서 파생되었다. 그러나 게임 이론 개념과 달리 제로섬 사고는 심리적 구성, 즉 상황에 대한 개인의 주관적인 해석을 의미한다. 제로섬 사고는 "당신의 이익은 나의 손실이다"(또는 반대로 "당신의 손실은 나의 이익")라는 말로 표현된다. 로지카-트란(Rozycka-Tran) 등(2015)은 제로섬 사고를 다음과 같이 정의했다.
사회나 문화의 사람들이 공유하는 사회적 관계의 적대적 성격에 대한 일반적인 신념 체계로, 세상에는 한정된 양의 재화가 존재하며 한 사람의 승리로 인해 다른 사람이 패자가 되고 그 반대의 경우도 마찬가지라는 암묵적인 가정에 기초한다. ... 사회적 관계는 제로섬 게임과 같다는 비교적 영속적이고 일반적인 확신이다. 이러한 신념을 공유하는 사람들은 성공, 특히 경제적 성공은 다른 사람의 실패를 희생해야만 가능하다고 믿는다.

제로섬 편향(zero-sum bias)은 제로섬 사고에 대한 인지 편향이다. 상황이 제로섬이 아닌 경우에도 직관적으로 제로섬이라고 판단하는 것이 사람들의 경향이다. 이러한 편견은 제로섬 오류, 즉 상황이 제로섬이라는 잘못된 믿음을 조장한다. 그러한 오류는 다른 잘못된 판단과 잘못된 결정을 초래할 수 있다. 경제학에서 '제로섬 오류'는 일반적으로 고정 파이 오류를 의미한다.

## 같이 보기
- 성장의 한계
- 게임 이론
- 협상
- 희소성
- 제로섬 게임